# District historique de Key West
Le district historique de Key West (en anglais : Key West Historic District) est un district historique américain situé à Key West, en Floride. Inscrit au Registre national des lieux historiques depuis le 11 mars 1971, il comprend par exemple la Basilica of St. Mary Star of the Sea pour propriété contributrice.